# Hoofdwacht (Haarlem)
Hoofdwacht – zabytek (rijksmonument) położony przy placu Grote Markt w miejscowości Haarlem w prowincji Noord-Holland w Holandii, w przeszłości pełniący funkcję ratusza miejskiego i więzienia, obecnie wykorzystywany przez lokalne stowarzyszenie historyczne jako muzeum.
Budynek powstał w XIII wieku i uznawany jest za jeden z najstarszych zabytków Haarlem; do ok. 1350 roku wykorzystywany był jako ratusz miejski. Barokowa fasada budynku pochodzi z ok. 1650 roku.
Nad drzwiami wejściowymi do budynku znajduje się tabliczka w języku niderlandzkim z następującym napisem: Wanneer de Graef hier op het Sand Sijn Princenwoning had geplant, So was dit loflijk oud gesticht. Tot Haerlems Raedhuys opgericht oznaczająca, iż za każdym razem, kiedy hrabia Holandii nocował w znajdującym się po drugiej stronie placu Grote Markt ratuszu, Hoofdwacht wykorzystywany był jako miejsce posiedzeń rady miejskiej.
Przed 1755 rokiem, kiedy budynek został zakupiony przez miasto Haarlem z przeznaczeniem na  siedzibę ówczesnej straży miejskiej (schutterij) — od czego wywodzi się jego dzisiejsza nazwa — pomieszczenia w piwnicach wykorzystywane były m.in. jako sklep drukarski czy przechowalnia piwa; jednym z najemców budynku był pisarz i poeta Dirck Volckertszoon Coornhert.
Strażnicy mieszkający w Hoofdwacht zajmowali się m.in. codziennym otwieraniem i zamykaniem bram miejskich, co sygnalizowane było biciem dzwonów Damiaatjes bazyliki św. Bawona. 
Od 1919 roku budynek wykorzystywany jest przez stowarzyszenie historyczne Historische vereniging Haerlem i służy jako miejsce spotkań i wystaw dotyczących historii Haarlem. Co roku w okresie od maja do września, w wybranych godzinach od piątku do niedzieli budynek otwarty jest do zwiedzania przez publiczność; wstęp jest darmowy.